# Gnamptogenys horni
Gnamptogenys horni är en myrart som först beskrevs av Santschi 1929.  Gnamptogenys horni ingår i släktet Gnamptogenys och familjen myror. Inga underarter finns listade i Catalogue of Life.

## Bildgalleri

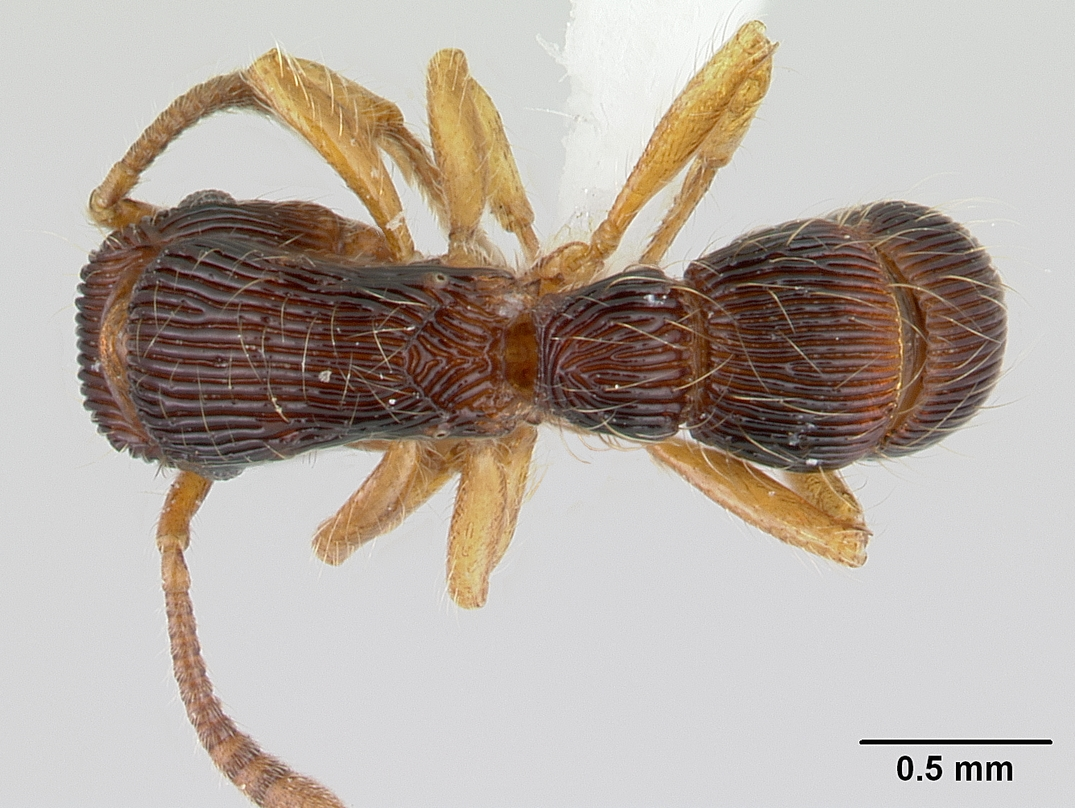
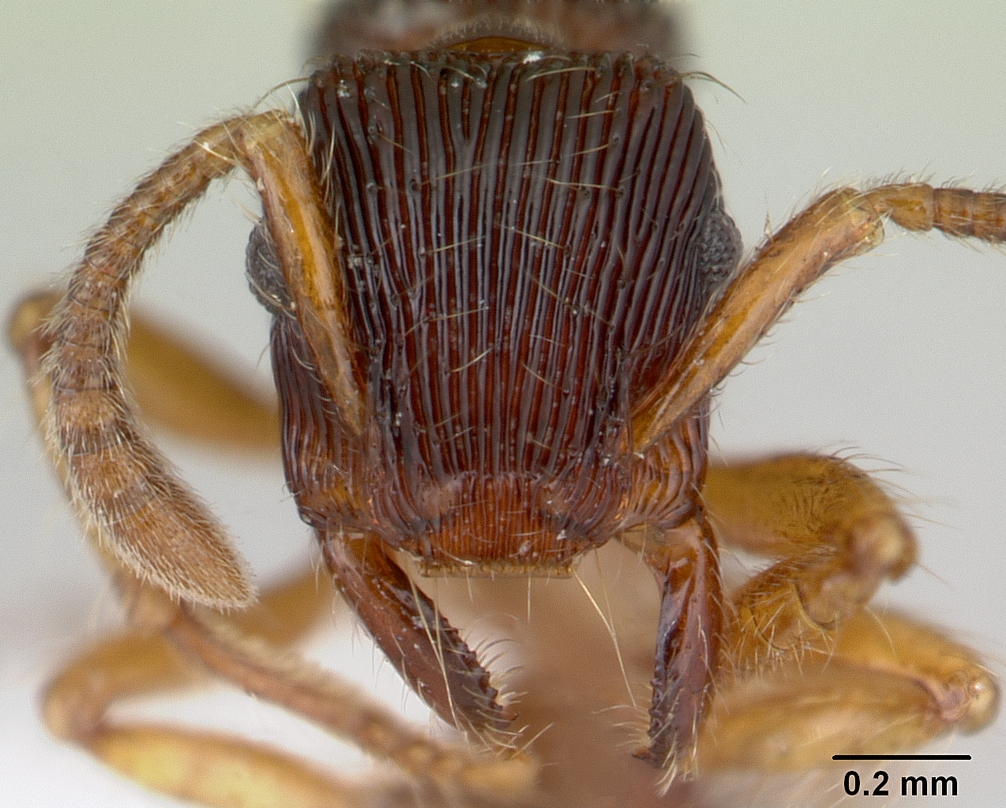
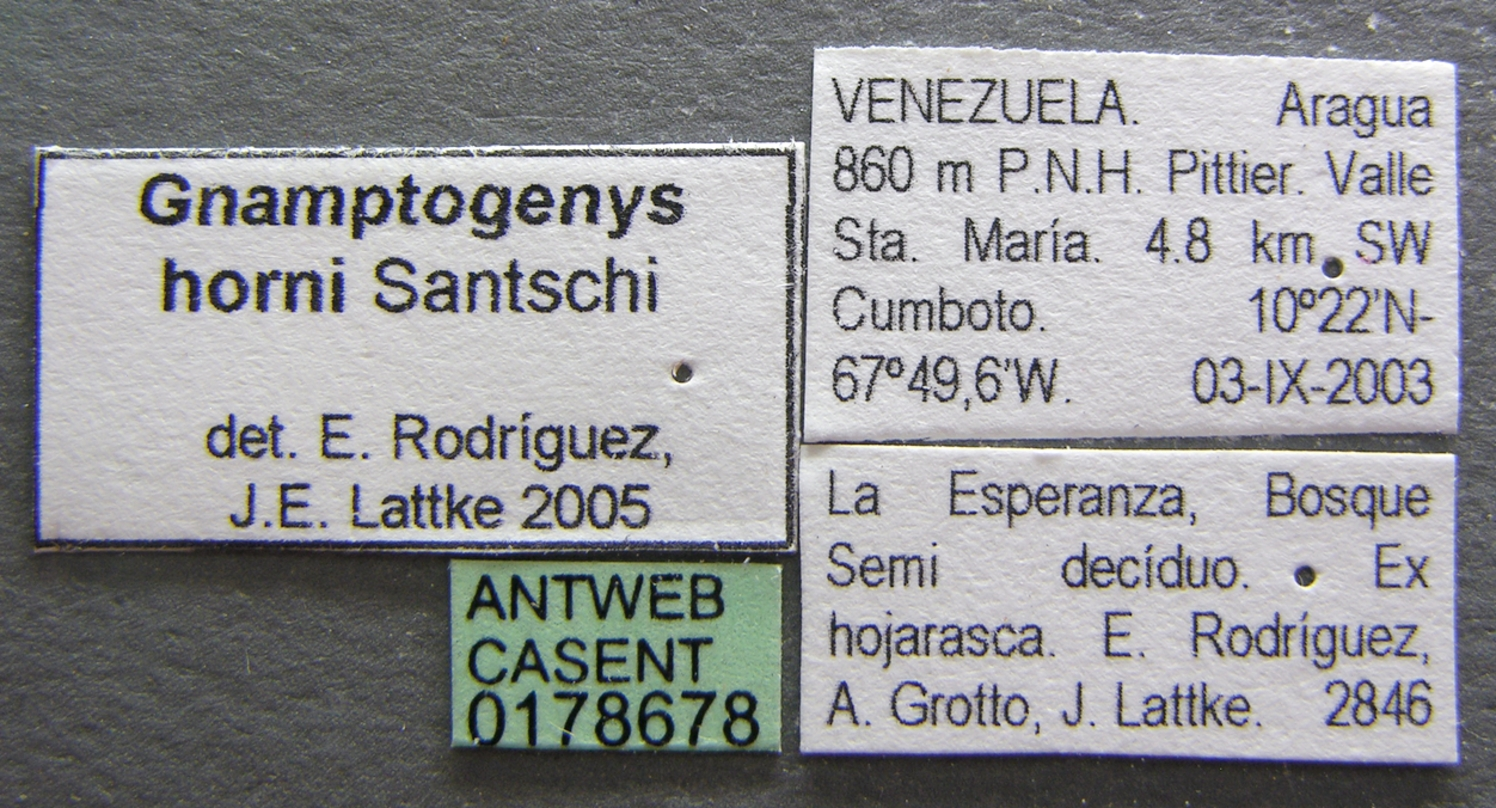
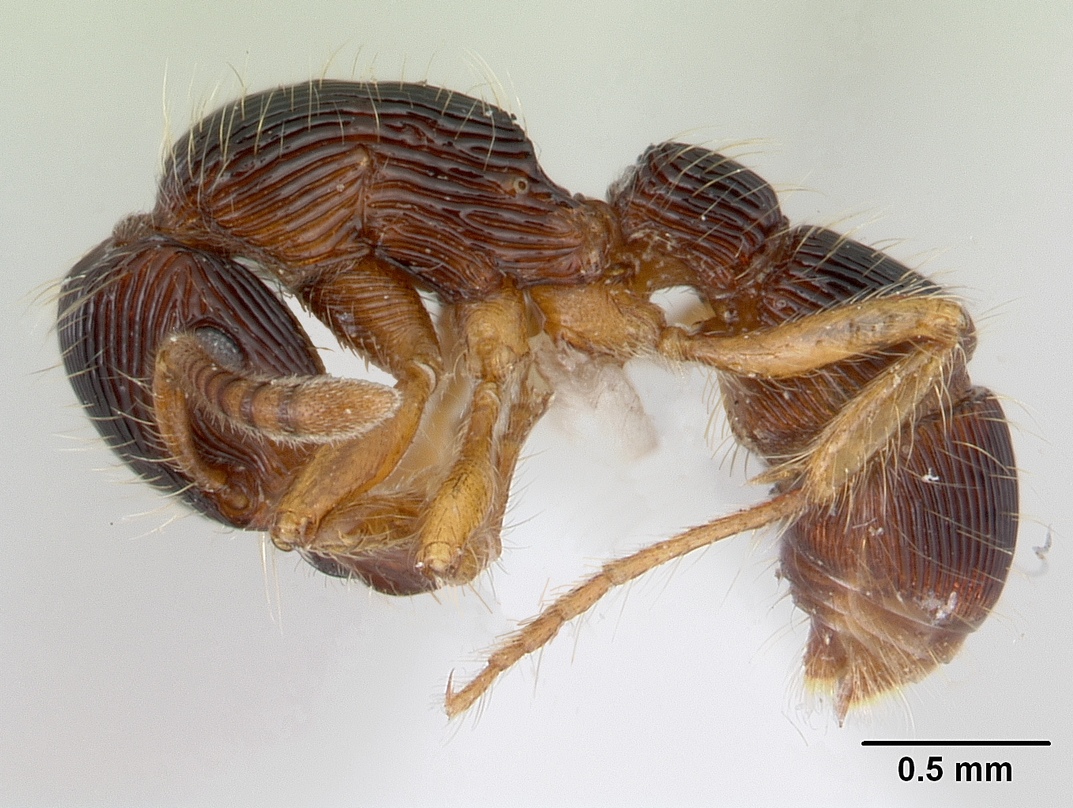